# Kopparstrupig solfågel
Kopparstrupig solfågel (Leptocoma calcostetha) är en fågel i familjen solfåglar inom ordningen tättingar.

## Utseende och läte
Kopparstjärtad storfågel är en rätt stor solfågel med skilda dräkter mellan könen. Hanen kan verka helmörk, men är i bra ljus helt glänsande i blågrönt, på strupen vinrött. Honan är mycket mer anspråkslös, med gul buk, ljus strupe och ett tunt ögonstreck. Hona brunstrupig solfågel kan vara lik, men denna har gul strupe, en svag ögonring, inte lika böjd näbb och mer gult på undersidan. Bland lätena hörs en gnisslig ringande drill och ett böjt "tslee".

## Utbredning och systematik
Fågeln förekommer i mangrove och buskmarker i Sydostasien, på Palawan och Stora Sundaöarna. Den behandlas som monotypisk, det vill säga att den inte delas in i några underarter.

## Status
Arten har ett stort utbredningsområde och beståndet anses stabilt. Internationella naturvårdsunionen IUCN listar den därför som livskraftig (LC).